# 미하인 로페스
미하인 로페스 누녜스(스페인어: Mijaín López Núñez, 1982년 8월 20일~)는 쿠바의 레슬링 선수이다. 올림픽에서 5회, 세계 선수권 대회에서 5회, 팬아메리칸 게임에서 5회 우승을 차지했다. 그는 레슬링 선수로는 최초로 올림픽 5연패를 달성했고 남자 레슬링 선수로는 최초로 올림픽 4연패를 달성했다.

## 어린 시절
미하인 로페스는 1982년 8월 20일 쿠바 피나르델리오주의 주도 피나르델리오에서 태어났으며, 형인 미첼은 쿠바 국가대표 권투 선수로 활동했다. 10살 때 동네에서 과일 상자를 들고 다니다 레슬링 코치의 눈에 띄어 레슬링 매트에 발을 들여놓게 되었다.

## 선수 경력
남자 선수로는 최초로 올림픽 레슬링 4연패(2008, 2012, 2016, 2020)를 달성하였고, 세계 레슬링 선수권 대회에서 5회 우승, 3회 준우승, 레슬링 월드컵에서 3회 우승, 팬아메리칸 게임 5회 우승, 아메리카 선수권 대회에서 9회 우승, 준우승 1회를 달성하며 커리어 통산 금메달 32개, 은메달 4개, 동메달 1개를 획득했다.
2020년 하계 올림픽 개막 직전에 올림픽 이후 은퇴할 것을 밝혔다. 이후 도쿄 올림픽에서 조지아의 이아코브 카자이아를 꺾고 우승하면서 올림픽 4연속 우승을 달성했다. 도쿄 올림픽 이후 현역에서 은퇴했으나 2023년 5월 복귀를 선언했다. 
이듬해인 2014년 7월 파리에서 열린 2024년 하계 올림픽에 참가했다. 그는 쿠바 선수단 개막식 기수로 여자 유도 선수인 이달리스 오르티스와 함께 선정되었으나 대회에 집중하기 위해 권투 선수인 훌리오 세사르 라 크루스에게 기수 자리를 넘겼다. 그는 결승에서 칠레의 야스마니 아코스타를 꺾고 통산 4번째 올림픽 금메달을 획득했다. 그는 올림픽 역사상 최초로 개인 단일 종목 5연속 금메달 획득 기록을 세웠다.